# 格林湖
47°39′7″N 11°51′59″E / 47.65194°N 11.86639°E

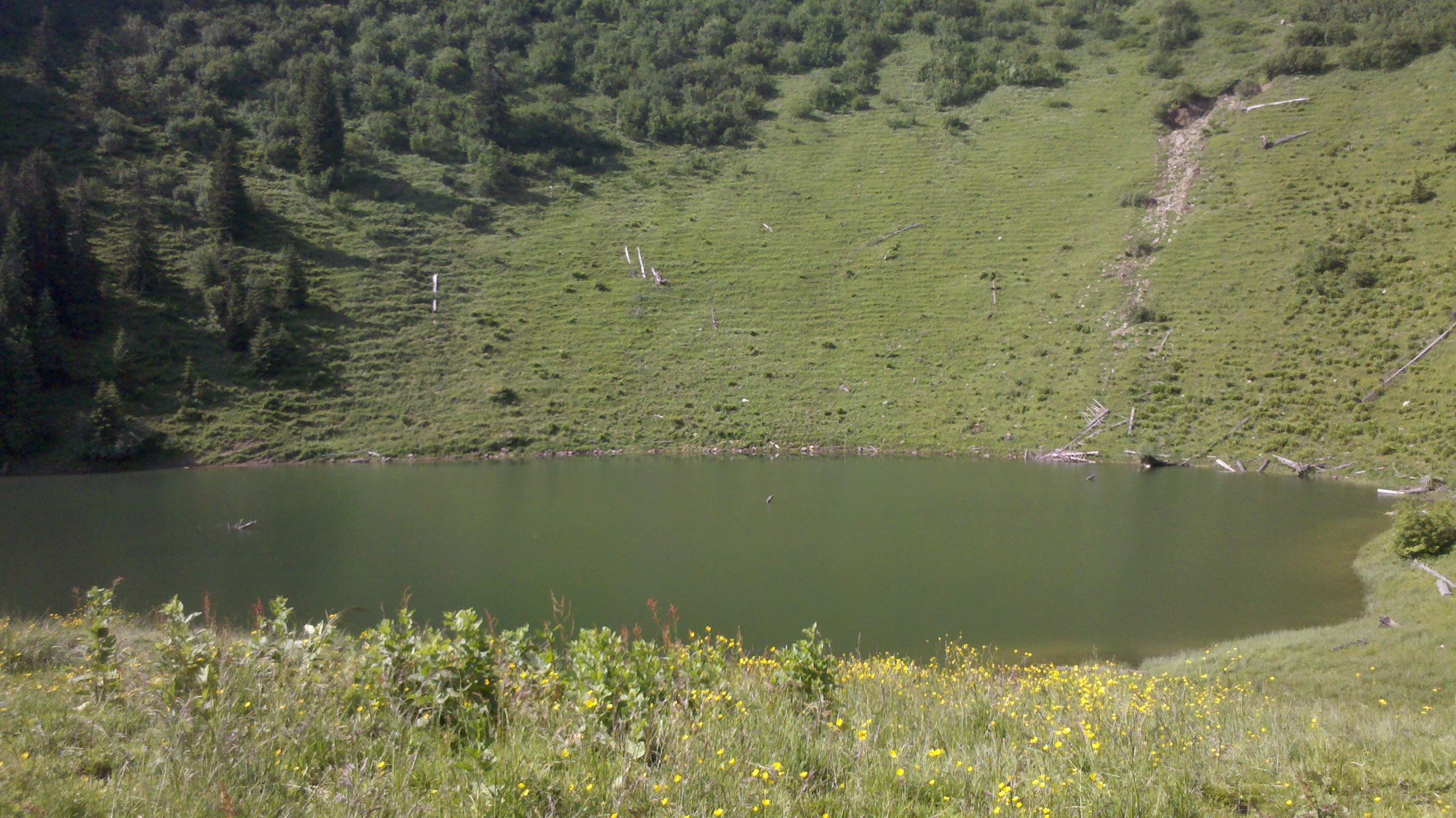

格林湖（德語：Grünsee），是德國的湖泊，位於該國東南部，由巴伐利亞州負責管轄，處於施利爾塞，長0.2公里、寬0.1公里，面積0.02平方公里，海拔高度1,393米，最大水深15米，湖岸線長度0.5公里。